# Église Notre-Dame de Sainte-Radegonde
L'église Notre-Dame est une église située à Sainte-Radegonde, dans le département français de la Charente-Maritime en région Nouvelle-Aquitaine.

## Historique
Une charte de 1047 accorde la paroisse à l'abbaye Notre-Dame de Saintes, confirmée par une bulle du pape Anastase en 1153. 
L'église est inscrite au titre des monuments historiques par arrêté du 13 novembre 1996.

## Galerie

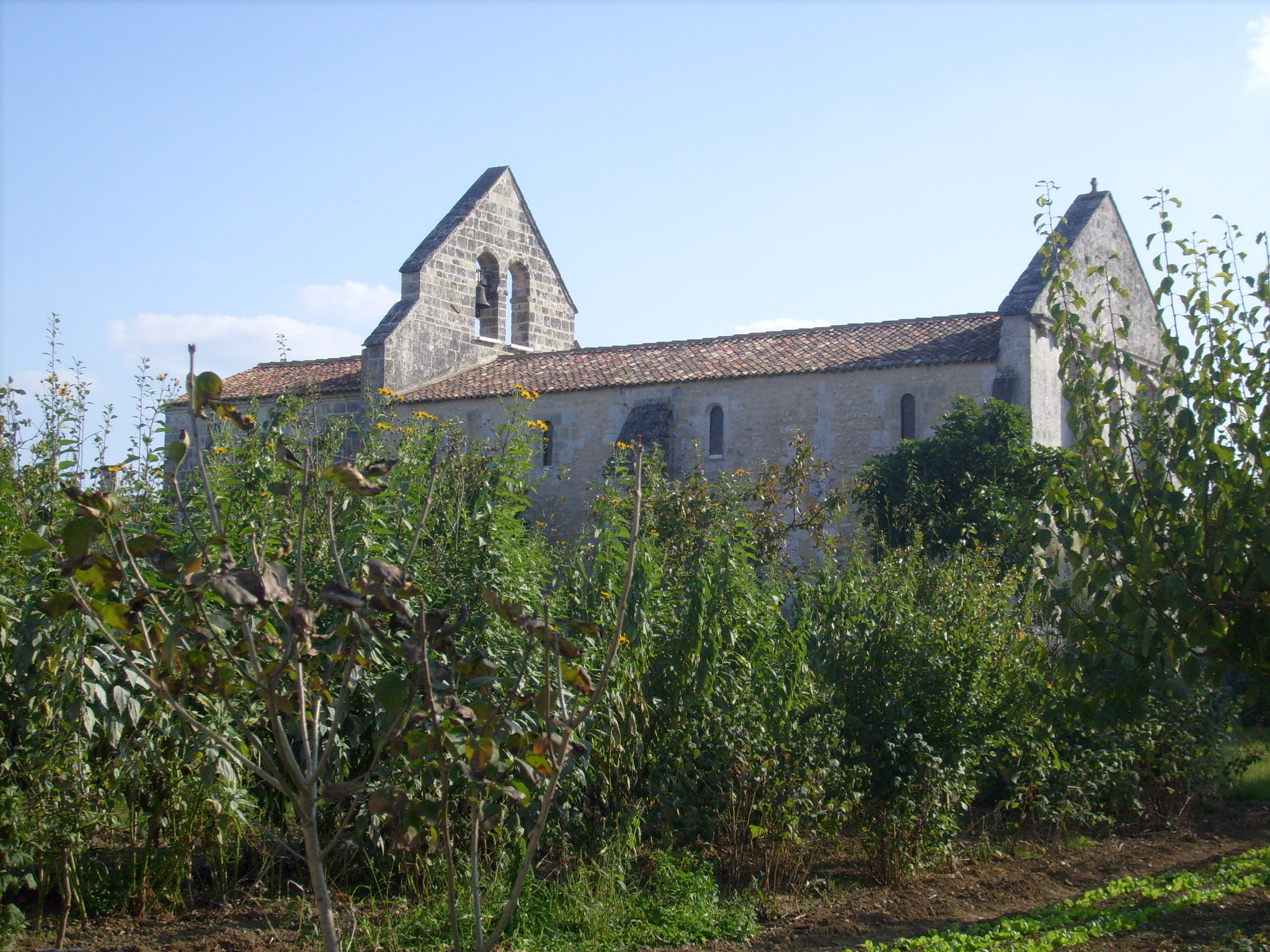
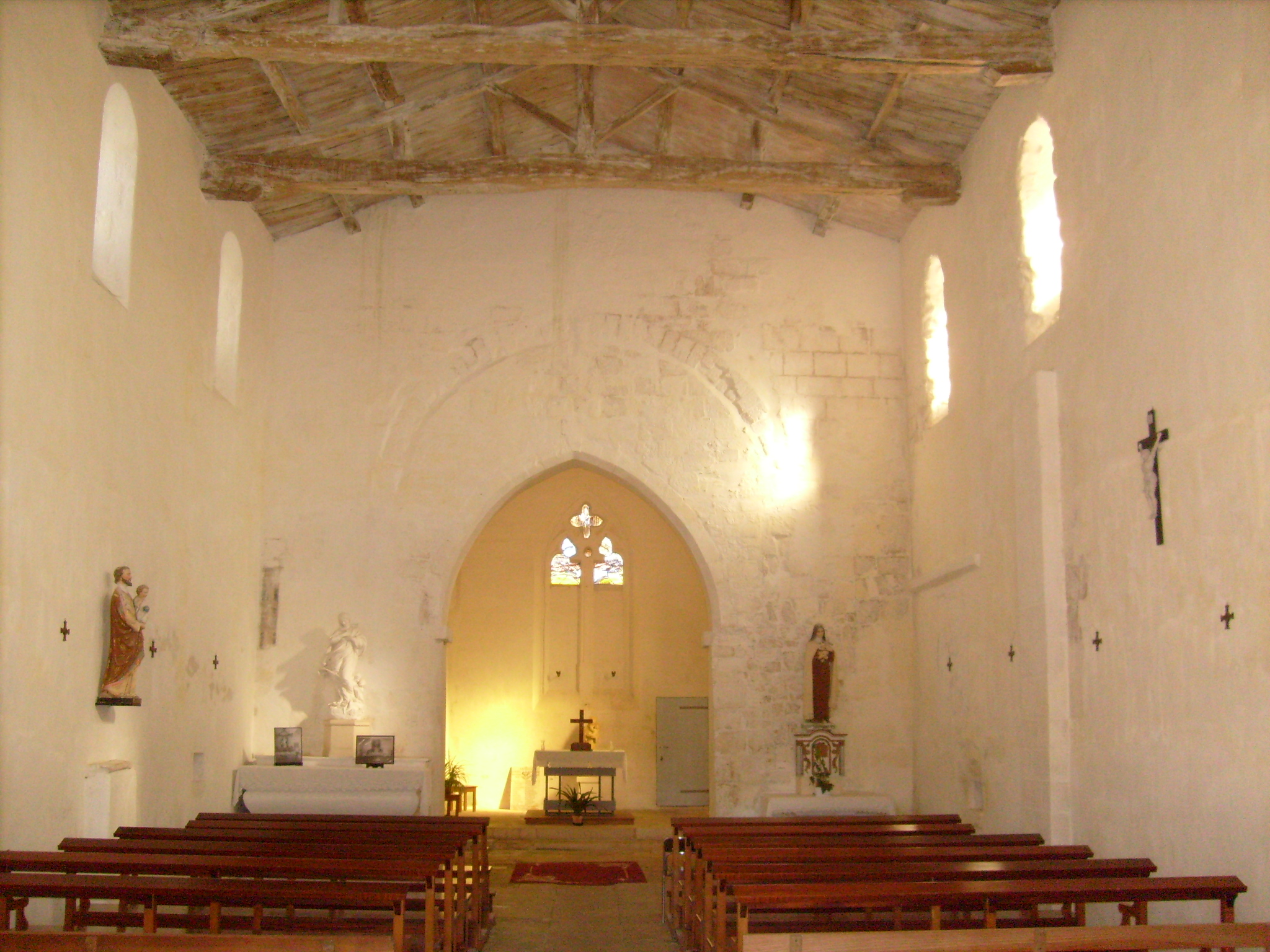